# 台灣蘇鐵
台灣蘇鐵（學名：Cycas taiwaniana）又名海南苏铁、葫芦苏铁、陵水苏铁、念珠苏铁、环纹苏铁，分布於中國福建、廣東一帶，原始標本將採集於台灣台東、現改名為台東蘇鐵的物種相混淆，而將其種小名冠以""(意即「台灣的」)。但根據進一步的型態及生化研究，已經將台灣蘇鐵與台東蘇鐵在分類學上區隔開了。
台東蘇鐵（Cycas taitungensis），過去被誤為台灣蘇鐵，實則為不同之兩種植物，英文名稱為Taiwan Cycas。形成臺灣蘇鐵不產於臺灣的現象。

## 特徵
本種圓柱形樹榦，高達3.5米，幹徑達40釐米。葉集莖頂，葉柄長25-150釐米，具刺。葉身長1.5-3米，羽狀全裂，羽片76-144對，條形，薄革質，平展。雄球花序，圓柱形，長49-70釐米，大孢子葉密生黃褐色絨毛，頂片菱形，寬卵形，長6-16釐米，寬6-16釐米，邊緣篦齒狀分裂。

## 產地
僅產於中國福建、廣東、沿海區域以及湖南南部、雲南東南部，族群數量及分布範圍都令其面臨消失的危險。目前列為保護之稀有珍貴樹種。

## 外部連結
- 中文百科在線(台灣蘇鐵)
- 痞客邦旅遊(台灣蘇鐵) （页面存档备份，存于）
- 蘇鐵